# Rebecca Emilie Sattrup
Rebecca Emilie Sattrup, (født 29. november 2001) er en dansk skuespiller. 

## Karriere
Rebecca Emilie Sattrup spiller hovedrollen Dina i Skammerens datter. Hun blev opdaget af Karin Jagd under en dansetime på Nørrebro og endte med at blive hevet ind til casting efter næsten 5.000 piger. Hun var med i efterfølgeren Slangens gave, som fik premiere i 24. januar 2019.
For at gennemføre rollen som Dina fik hun bl.a. rideundervisning, ligesom hun måtte klippe sit hår af, da hun i filmen optræder forklædt som en dreng. Desuden har hun udført en del af sine egne stunts. Sattrup castede til rollen efter at have læst bogen, som hun fik af sin mor, der havde købt den i en boghandel, da en kvinde havde sagt til hende: "Du skal købe den her bog. Den vil ændre din datters liv." Særligt hendes øjne var medvirkende til at gøre udslaget ved hendes casting, da skammerdatterens øjne spiller en central rolle for historien.

## Krediteringer

### Film
| År   | Title             | Rolle | Note |
| ---- | ----------------- | ----- | ---- |
| 2015 | Skammerens datter | Dina  |      |
| 2019 | Slangens gave     | Dina  |      |

### Interview
- Aftenshowet (2007)
- Sofie Linde Show (2015)[6]